# Liste der Bodendenkmäler in Arberg
Auf dieser Seite sind die Bodendenkmäler in dem mittelfränkischen Markt Arberg zusammengestellt. Diese Tabelle ist eine Teilliste der Liste der Bodendenkmäler in Bayern. Grundlage ist die Bayerische Denkmalliste, die auf Basis des Bayerischen Denkmalschutzgesetzes vom 1. Oktober 1973 erstmals erstellt wurde und seither durch das Bayerische Landesamt für Denkmalpflege geführt wird. Die folgenden Angaben ersetzen nicht die rechtsverbindliche Auskunft der Denkmalschutzbehörde.

## Bodendenkmäler in Arberg

### Bodendenkmäler in der Gemarkung Arberg
| Lage              | Objekt | Akten-Nr.     | Bild |
| ----------------- | --- | ------------- | ---- |
| Arberg (Standort) | Mittelalterlicher Burgstall, ehemalige eichstättische Amtsburg in Arberg.                                                                            | D-5-6829-0035 |      |
| Arberg (Standort) | Viereckschanze der Latènezeit. | D-5-6829-0036 |      |
| Arberg (Standort) | Mittelalterliche und frühneuzeitliche Marktsiedlung Arberg.                                                                                          | D-5-6829-0037 |      |
| Arberg (Standort) | Wälle vor- und frühgeschichtlicher Zeitstellung, Wüstung des Mittelalters.                                                                           | D-5-6829-0167 |      |
| Arberg (Standort) | Mittelalterliche Wüstung. | D-5-6829-0212 |      |
| Arberg (Standort) | Mittelalterliche und frühneuzeitliche Befestigung der Marktsiedlung Arberg.                                                                          | D-5-6829-0213 |      |
| Arberg (Standort) | Mittelalterliche und frühneuzeitliche Befunde im Bereich der Katholischen Pfarrkirche St. Blasius, Friedhof des Mittelalters und der frühen Neuzeit. | D-5-6829-0214 |      |
| Arberg (Standort) | Frühneuzeitliche Befunde im Bereich der Katholischen Friedhofskirche Hl. Kreuz sowie Körperbestattungen der frühen Neuzeit.                          | D-5-6829-0251 |      |

### Bodendenkmäler in der Gemarkung Dennenlohe
| Lage                  | Objekt                        | Akten-Nr.     | Bild |
| --------------------- | ----------------------------- | ------------- | ---- |
| Dennenlohe (Standort) | Frühneuzeitlicher Weiherdamm. | D-5-6829-0206 |      |

### Bodendenkmäler in der Gemarkung Großlellenfeld
| Lage                      | Objekt | Akten-Nr.     | Bild |
| ------------------------- | --- | ------------- | ---- |
| Großlellenfeld (Standort) | Siedlung der Urnenfelder- und der Hallstattzeit. | D-5-6829-0032 |      |
| Großlellenfeld (Standort) | Teilstrecke des raetischen Limes. | D-5-6829-0034 |      |
| Großlellenfeld (Standort) | Wachtposten WP 13/39 des raetischen Limes. | D-5-6829-0052 |      |
| Großlellenfeld (Standort) | Station des Mesolithikums sowie Siedlung der Latènezeit. | D-5-6829-0054 |      |
| Großlellenfeld (Standort) | Freilandstation des Mesolithikums, Siedlung des Neolithikums und der Latènezeit.                                                                               | D-5-6829-0065 |      |
| Großlellenfeld (Standort) | Siedlung der Latènezeit. | D-5-6829-0067 |      |
| Großlellenfeld (Standort) | Freilandstation des Mesolithikums sowie Siedlung der Hallstattzeit.                                                                                            | D-5-6829-0068 |      |
| Großlellenfeld (Standort) | Mittelalterliche und frühneuzeitliche Befunde im Bereich und näheren Umfeld der Kirche Beatae Mariae Virginis in Großlellenfeld und ihres umwehrten Kirchhofs. | D-5-6829-0069 |      |
| Großlellenfeld (Standort) | Mittelalterliche Wüstung, Siedlung der Vorgeschichte. | D-5-6829-0074 |      |
| Großlellenfeld (Standort) | Siedlung der Urnenfelderzeit. | D-5-6829-0076 |      |
| Großlellenfeld (Standort) | Siedlung der Bronzezeit, der Urnenfelderzeit sowie des hohen Mittelalters.                                                                                     | D-5-6829-0194 |      |
| Großlellenfeld (Standort) | Freilandstation des Mesolithikums sowie Siedlung des Neolithikums und der Latènezeit.                                                                          | D-5-6829-0195 |      |
| Großlellenfeld (Standort) | Archäologische Befunde im Bereich eines Handwerksplatzes des späten Mittelalters.                                                                              | D-5-6829-0254 |      |

### Bodendenkmäler in der Gemarkung Kemmathen
| Lage                 | Objekt | Akten-Nr.     | Bild |
| -------------------- | --- | ------------- | ---- |
| Kemmathen (Standort) | Freilandstation des Mesolithikums, Siedlung des Neolithikums, mittelalterliche Wüstung sowie Limitation vor- und frühgeschichtlicher Zeitstellung. | D-5-6829-0039 |      |
| Kemmathen (Standort) | Freilandstation des Mesolithikums, Siedlung des Neolithikums, der Spätlatènezeit sowie des Mittelalters und der frühen Neuzeit.                    | D-5-6829-0040 |      |
| Kemmathen (Standort) | Freilandstation des Mesolithikums und Siedlung vorgeschichtlicher Zeitstellung.                                                                    | D-5-6829-0043 |      |
| Kemmathen (Standort) | Siedlung vorgeschichtlicher Zeitstellung. | D-5-6829-0044 |      |
| Kemmathen (Standort) | Siedlung des Neolithikums. | D-5-6829-0046 |      |
| Kemmathen (Standort) | Siedlung des Mittelalters und der Neuzeit. | D-5-6829-0047 |      |
| Kemmathen (Standort) | Wasserleitung der frühen Neuzeit. | D-5-6829-0049 |      |
| Kemmathen (Standort) | Siedlung des Mittelalters und der Neuzeit. | D-5-6829-0050 |      |

### Bodendenkmäler in der Gemarkung Kleinlellenfeld
| Lage                       | Objekt | Akten-Nr.     | Bild                       |
| -------------------------- | --- | ------------- | -------------------------- |
| Kleinlellenfeld (Standort) | Siedlung des Neolithikums und der Bronzezeit sowie jüngerlatènezeitliche Viereckschanze.                                          | D-5-6829-0038 |                            |
| Kleinlellenfeld (Standort) | Teilstrecke des raetischen Limes.                                                                                                 | D-5-6829-0079 |                            |
| Kleinlellenfeld (Standort) | Wachtposten WP 13/40 des raetischen Limes.                                                                                        | D-5-6829-0080 |                            |
| Kleinlellenfeld (Standort) | Wachtposten WP 13/41 des raetischen Limes.                                                                                        | D-5-6829-0081 | Bodendenkmal D-5-6829-0081 |
| Kleinlellenfeld (Standort) | Wachtposten WP 13/42 des raetischen Limes.                                                                                        | D-5-6829-0082 |                            |
| Kleinlellenfeld (Standort) | Mittelalterliche und frühneuzeitliche Befunde im Bereich der Burgruine Eybburg.                                                   | D-5-6829-0083 |                            |
| Kleinlellenfeld (Standort) | Siedlung des Neolithikums und der Latènezeit.                                                                                     | D-5-6829-0086 |                            |
| Kleinlellenfeld (Standort) | Siedlung des Mittelalters oder der frühen Neuzeit.                                                                                | D-5-6829-0087 |                            |
| Kleinlellenfeld (Standort) | Freilandstation des Mesolithikums, Wüstung des Mittelalters.                                                                      | D-5-6829-0088 |                            |
| Kleinlellenfeld (Standort) | Hofwüstung des hohen und späten Mittelalters.                                                                                     | D-5-6829-0091 |                            |
| Kleinlellenfeld (Standort) | Siedlung vorgeschichtlicher Zeitstellung.                                                                                         | D-5-6829-0095 |                            |
| Kleinlellenfeld (Standort) | Siedlung der Urnenfelderzeit, der Latènezeit, der Römischen Kaiserzeit sowie der Völkerwanderungszeit und des hohen Mittelalters. | D-5-6829-0096 |                            |
| Kleinlellenfeld (Standort) | Siedlung der römischen Kaiserzeit.                                                                                                | D-5-6829-0099 |                            |
| Kleinlellenfeld (Standort) | Freilandstation des Mesolithikums, Siedlung des Neolithikums.                                                                     | D-5-6829-0158 |                            |
| Kleinlellenfeld (Standort) | Siedlung der Hallstatt- und der Latènezeit.                                                                                       | D-5-6829-0197 |                            |
| Kleinlellenfeld (Standort) | Siedlung vorgeschichtlicher Zeitstellung.                                                                                         | D-5-6829-0209 |                            |
| Kleinlellenfeld (Standort) | Burgstall des späten Mittelalters.                                                                                                | D-5-6829-0257 |                            |

### Bodendenkmäler in der Gemarkung Mörsach
| Lage               | Objekt | Akten-Nr.     | Bild |
| ------------------ | --- | ------------- | ---- |
| Mörsach (Standort) | Mittelalterliche und frühneuzeitliche Befunde im Bereich der Katholischen Filialkirche St. Georg.                                                                      | D-5-6829-0217 |      |
| Mörsach (Standort) | Mittelalterliche und frühneuzeitliche Befunde im Bereich der Katholischen Pfarrkirche St. Antonius Abb. und Ottilie, Friedhof des Mittelalters und der frühen Neuzeit. | D-5-6830-0207 |      |

### Bodendenkmäler in der Gemarkung Streudorf
| Lage                 | Objekt                                              | Akten-Nr.     | Bild |
| -------------------- | --------------------------------------------------- | ------------- | ---- |
| Streudorf (Standort) | Siedlung vor- und frühgeschichtlicher Zeitstellung. | D-5-6830-0126 |      |